# Tupman
Tupman és un lloc designat pel cens (CDP) en el comtat de Kern, Califòrnia, Estats Units. Tupman es troba a 32 quilòmetres a l'oest-sud-oest de Bakersfield, a una altura de 101 msnm. La població era 227 L'any 2000.